# Eugen Viktor Feller
Eugen Viktor Feller (Lavovska oblast, Ukrajina, 26. siječnja 1871. – Zagreb,  15. studenoga 1936.), hrvatski industrijalac, farmaceut i pionir industrijske proizvodnje lijekova u Hrvatskoj.

## Životopis
Eugen Viktor Feller je rođen u ukrajinskoj Lavovskoj oblasti, 26. siječnja 1871. godine u obitelji Davida i Elizabete Feller. Fellerov otac je bio židov, a majka austrijska katolkinja. Feller je bio odgojen u obje vjere. Bio je oženjen s austrijankom Idom Oehmichen-Feller s kojom je imao dvanaestero djece, te se vjerojatno iz ljubavi prema njoj i on izjašnjavao katolikom. Sin mu je bio poznati hrvatski matematičar Vilim Srećko Feller. Doselivši u Hrvatsku, bio je vlasnik prve ljekarne "Crvenom križu", gdje je 1897. započeo proizvodnju svog čudotvornog eliksira Elsa Fluid, kojeg je nazvao po nadimku svoje majke Else. 1899. Feller je preselio u Donju Stubicu. Premda je proizvodnju eliksira započeo u Grubišnom Polju, vrhunac proizvodnje, prodaje i izvoza Feller je ostvario u Donjoj Stubici. U Donjoj Stubici je postao vlasnikom ljekarne "Sveto trojstvo". Feller je u Donjoj Stubici 1901. godine sagradio obiteljsku kuću s ljekarnom, te tvornicu i laboratorij za potrebe proizvodnje. Eliksir je reklamirao u gotovo svim vodećim listovima Austro-Ugarske Monarhije kao lijek za sve bolesti. Eliksir je liječio bolove u zglobovima, prehlade, bol u križima, glavobolje, zubobolje, itd. Zahvaljujući "Elsa Fluidu" pošta u Donjoj Stubici je početkom stoljeća ostvarivala veliki prihod. Oko 1908. godine otpremala je dnevno od 300 do 400 pošiljki lijeka i primala gotovo isto toliko pouzetnih novčanih uputnica. Spretni Feller je osvojio tržište Austrije, Njemačke i ostalih europskih zemalja, te također i Egipta, Kine, Japana i Amerike, kamo se eliksir naročito izvozio u doba prohibicije, jer je u velikom postotku sadržavao alkohol. Feller je svojim eliksirom stvorio veliko bogatstvo, tako da je 1906. godine u Zagrebu, na uglu Jelačićevog trga i Jurišićeve ulice, izgradio prvu četverokatnicu u Zagrebu koja je ubrzo bila prozvana zagrebačkim neboderom. Prije toga je 1904. godine na Tomislavovu trg br. 4 izgradio obiteljsku vilu na dva kata znanu kao "Feller Haus", a koju je projektirao arhitekt Vjekoslav Bastl u okrilju atelijera "Hönigsberg & Deutsch". Feller je 1927. godine četverokatnicu na Jelačićevom trgu prodao bogatom zagrepčaninu, židovskom industrijalcu Ottu Sternu. Feller je bio veliki čovjekoljub koji je financijski pomagao studente, siromašne zagrebačke obitelji, djecu i razna dobrotvorna društva. 1918. Feller je otvorio fundaciju za pomoć majkama i obiteljima poginulih hrvatskih vojnika tijekom Prvog svjetskog rata. Eugen Viktor Feller je preminuo u Zagrebu, 15. studenoga 1936., te je sahranjen na Mirogoju.

## Vanjske poveznice
- Eugen Viktor Feller Hrvatska tehnička enciklopedija, portal hrvatske tehničke baštine. LZMK